# 분자 인식

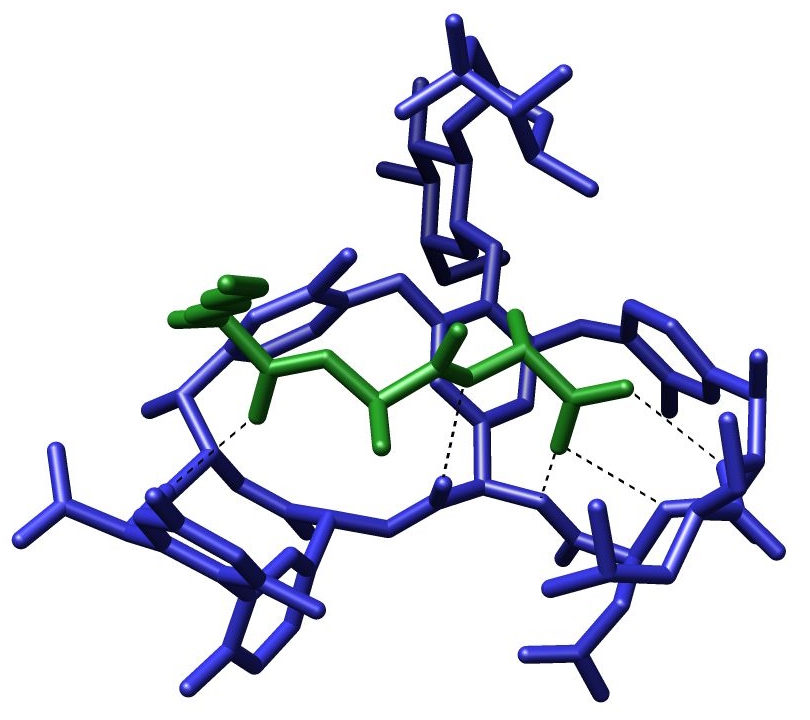
짧은 펩타이드인 L-Lys-D-Ala-D-Ala(세균 세포벽의 전구체)의 결정 구조는 수소 결합을 통해 항생제인 반코마이신과 결합한다.

분자 인식(分子認識, 영어: molecular recognition)이라는 용어는 수소 결합, 금속 배위, 소수성 힘, 반데르발스 힘, π-π 상호작용, 할로젠 결합 또는 공명 상호작용 효과와 같은 비공유결합성 상호작용을 통해 두 개 이상의 분자 사이의 특정 상호작용을 나타낸다. 이러한 직접적인 상호작용 외에도 용매는 용액에서 분자 인식을 유도하는 데 지배적이고 간접적인 역할을 할 수 있다. 분자 인식에 관여하는 호스트와 게스트는 분자 상보성(分子相補性, 영어: molecular complementarity)을 나타낸다. 포털이 본질적으로 선택성을 제어하는 나노튜브를 포함한 분자 용기는 예외이다.

## 같이 보기
- 분자